# ジェルゴジ
ジェルゴジ（Djelgodji）はフルベ人の首長国で、首都はジボだった。
この地域はサヘルに位置する現在のブルキナファソの北部にあった。南はモシ諸王国のヤテンガ王国、北西はマシナ帝国、東はリプタコ首長国と国境を接していた。